# Milcah Chemos Cheywa
Milcah Chemos Cheywa (Bugaa, Mount Elgon, 24 februari 1986) is een Keniaanse langeafstandloopster, die gespecialiseerd is in de 3000 m steeple. Ze werd wereldkampioene, Afrikaans kampioene en Gemenebestkampioene in deze discipline. Ook nam ze eenmaal deel aan de Olympische Spelen en won bij die gelegenheid een bronzen medaille.

## Biografie

### Start atletiekloopbaan
Van haar geboortedorp Bugaa verhuisde Chemos Cheywa met haar familie naar Kitale, waar zij haar lagere schoolopleiding onderging. Vervolgens werd zij leerling aan de St Claire's Girls High School in Maragoli. Na afronding van haar schoolopleiding stapte zij in 2005 naar het Kenya Police College (KPC) in Kiganjo, waar zij Alex Sang ontmoette, met wie zij later trouwde. Deze, zelf een verdienstelijk atleet op de middellange afstanden, haalde haar over om aan hardlopen te gaan doen, omdat zij in zijn ogen het lichaam van een hardloper had. Aanvankelijk richtte Chemos Cheywa zich op de 800 en 1500 m. In 2008 werd zij tijdens de Keniaanse Olympic Trials zevende op de 800 m, op twaalf seconden achter Pamela Jelimo.

### Overstap naar steeple
Chemos Cheywa begon pas in maart 2009 met het lopen van de 3000 m steeple. Op de wereldkampioenschappen van 2009 in Berlijn behaalde zij een bronzen medaille op dit onderdeel. Met een persoonlijk record van 9.08,57 eindigde ze achter de Spaanse Marta Domínguez (goud; 9.07,32) en de Russische Joelia Zaripova (zilver; 9.08,39).
In november 2015 werd na een slepende procedure echter vastgesteld, dat de dopingverdenking die reeds in 2013 tegen Domínguez was gerezen, terecht was geweest. De Spaanse werd vervolgens alsnog voor drie jaar verbannen uit de sport. Naast deze driejarige schorsing werden bovendien al haar resultaten tussen augustus 2009 en juli 2013, inclusief haar in 2009 behaalde wereldtitel, geschrapt. Dit betekende dat de bronzen WK-medaille van Chemos Cheywa jaren later alsnog werd opgewaardeerd naar zilver.
Intussen volgde in 2010 de doorbraak van de Keniaanse. Ze won als eerste goud bij de Afrikaanse kampioenschappen in Nairobi. Later dat jaar won ze ook de 3000 m steeple bij de Gemenebestspelen van 2010 in Delhi. Hetzelfde seizoen eindigde Cheywa bovendien als eerste in het eindklassement van de Diamond League. Ook de drie daaropvolgende jaren zegevierde ze, waarmee Renaud Lavillenie en zij de enigen zijn die de eerste vier edities van de Diamond League wonnen.

### Olympisch debuut
Op 26-jarige leeftijd maakte Chemos Cheywa haar olympisch debuut bij de Olympische Spelen van 2012 in Londen. Met een tijd van 9.27,09 in de kwalificatieronde plaatste ze zich voor de finale. Daarin eindigde ze aanvankelijk als vierde met een tijd van 9.09,88. Enkele jaren later werd die vierde plaats alsnog omgezet in een derde, nadat in 2015 olympisch kampioene Joelia Zaripova door het Russische antidopingbureau Rusada met terugwerkende kracht was geschorst wegens abnormale afwijkingen van haar bloedprofielen in haar biologisch paspoort. Gevolg hiervan was dat de Russin haar gouden medaille weer moest inleveren en Milcah Chemos Cheywa alsnog een bronzen medaille in ontvangst mocht nemen.

### Wereldkampioene
Een jaar later beleefde Cheywa de grootste triomf uit haar carrière: zij werd op de WK van Moskou kampioene op de 3000 m steeple in een beste jaarprestatie van 9.11,65.

### Privé
Milcah Chemos Cheywa en Alex Sang hebben een dochter, die werd geboren in 2006.

## Titels
- Wereldkampioene 3000 m steeple - 2013
- Afrikaans kampioene 3000 m steeple - 2010
- Gemenebestkampioene 3000 m steeple - 2010

## Persoonlijke records
| Onderdeel      | Prestatie    | Datum            | Plaats  |
| -------------- | ------------ | ---------------- | ------- |
| 1500 m         | 4.12,3       | 6 juni 2009      | Nairobi |
| 2000 m         | 5.41,64      | 4 september 2009 | Brussel |
| 3000 m         | 8.43,92      | 31 augustus 2009 | Zagreb  |
| 3000 m steeple | 9.07,14 (AR) | 7 juni 2012      | Oslo    |

## Prestaties

### 3000 m steeple
Kampioenschappen
- 2009:  WK - 9.08,57 (na DQ Domínguez)
- 2009:  Wereldatletiekfinale - 9.20,19
- 2009:  Continental Cup - 9.25,84
- 2001:  Afrikaanse kamp. - 9.32,18
- 2010:  Gemenebestspelen - 9.40,96
- 2011:  WK - 9.17,16 (na DQ Zaripova)
- 2012:  OS - 9.09,88 (na DQ Zaripova)
- 2013:  WK - 9.11,65
- 2014:  Gemenebestspelen - 9.31,30

Diamond League-overwinningen
- 2010:  Eindzege Diamond League
- 2010: Bislett Games - 9.12,66
- 2010: Golden Gala - 9.11,71
- 2010: Prefontaine Classic - 9.26,70
- 2010: London Grand Prix - 9.22,49
- 2011:  Eindzege Diamond League
- 2011: Qatar Athletic Super Grand Prix - 9.16,44
- 2011: Golden Gala - 9.12,89
- 2011: Adidas Grand Prix - 9.27,29
- 2011: Athletissima - 9.19,87
- 2011: London Grand Prix - 9.22,80
- 2012:  Eindzege Diamond League
- 2012: Shanghai Golden Grand Prix - 9.15,81
- 2012: Prefontaine Classic – 9.13,69
- 2012: Bislett Games – 9.07,14 (AR)
- 2013:  Eindzege Diamond League
- 2013: Golden Gala – 9.16,14
- 2013: Sainsbury's Grand Prix – 9.17,43
- 2013: Herculis – 9.14,17
- 2013: Memorial Van Damme – 9.15,06

2005 Docus Inzikuru ·
2007 Jekaterina Volkova ·
2009 Marta Domínguez ·
2011 Habiba Ghribi ·
2013 Milcah Chemos Cheywa ·
2015 Hyvin Jepkemoi ·
2017 Emma Coburn ·
2019 Beatrice Chepkoech ·
2022 Norah Jeruto ·
2023 Winfred Mutile Yavi